# Draba thomasii
Draba thomasii är en korsblommig växtart som beskrevs av Wilhelm Daniel Joseph Koch. Draba thomasii ingår i släktet drabor, och familjen korsblommiga växter. Inga underarter finns listade i Catalogue of Life.

## Bildgalleri

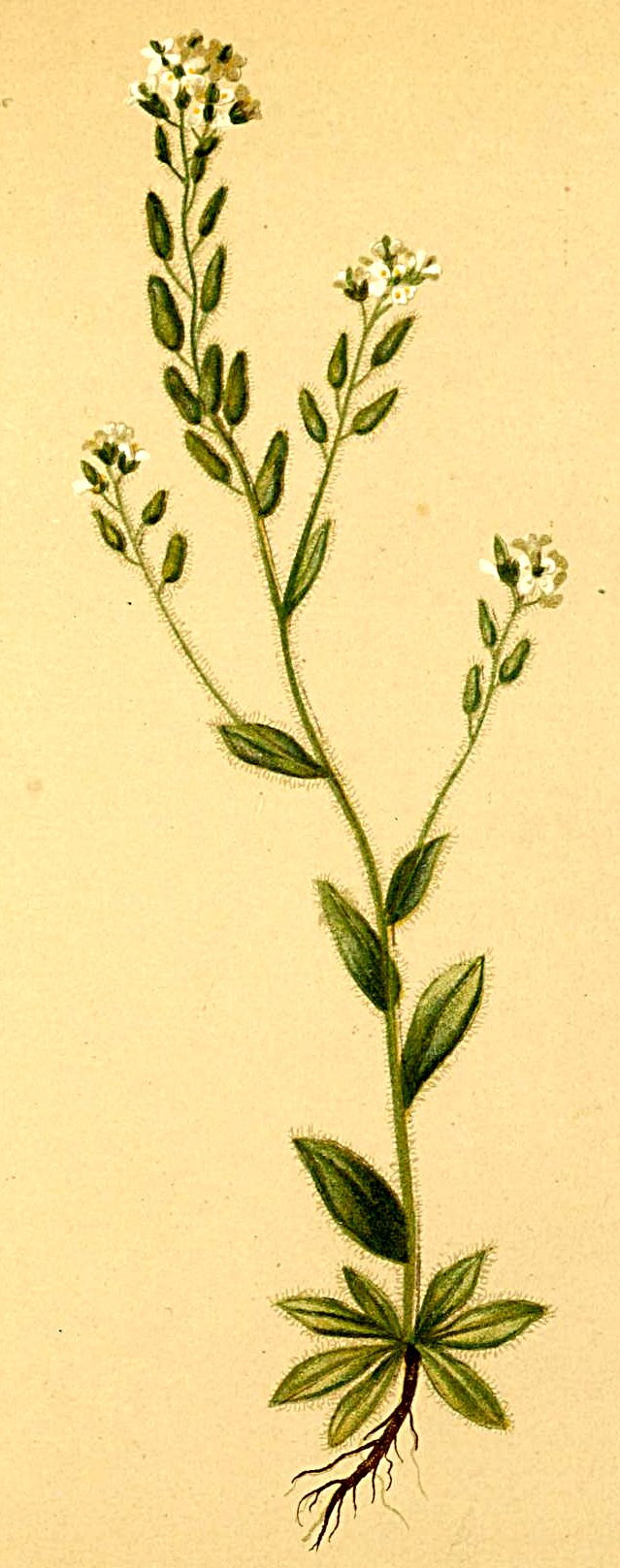